# Chantepérier
Chantepérier is een gemeente in het Franse departement Isère (regio Auvergne-Rhône-Alpes). De plaats maakt deel uit van het arrondissement Grenoble. Chantepérier is op 1 januari 2019 ontstaan door de fusie van de gemeenten Chantelouve en Le Périer. De gemeente telde 211 inwoners op 1 januari 2022.

## Geografie
De oppervlakte van Chantepérier bedroeg op 1 januari 2022 81,40 vierkante kilometer; de bevolkingsdichtheid was toen 2,6 inwoners per km².

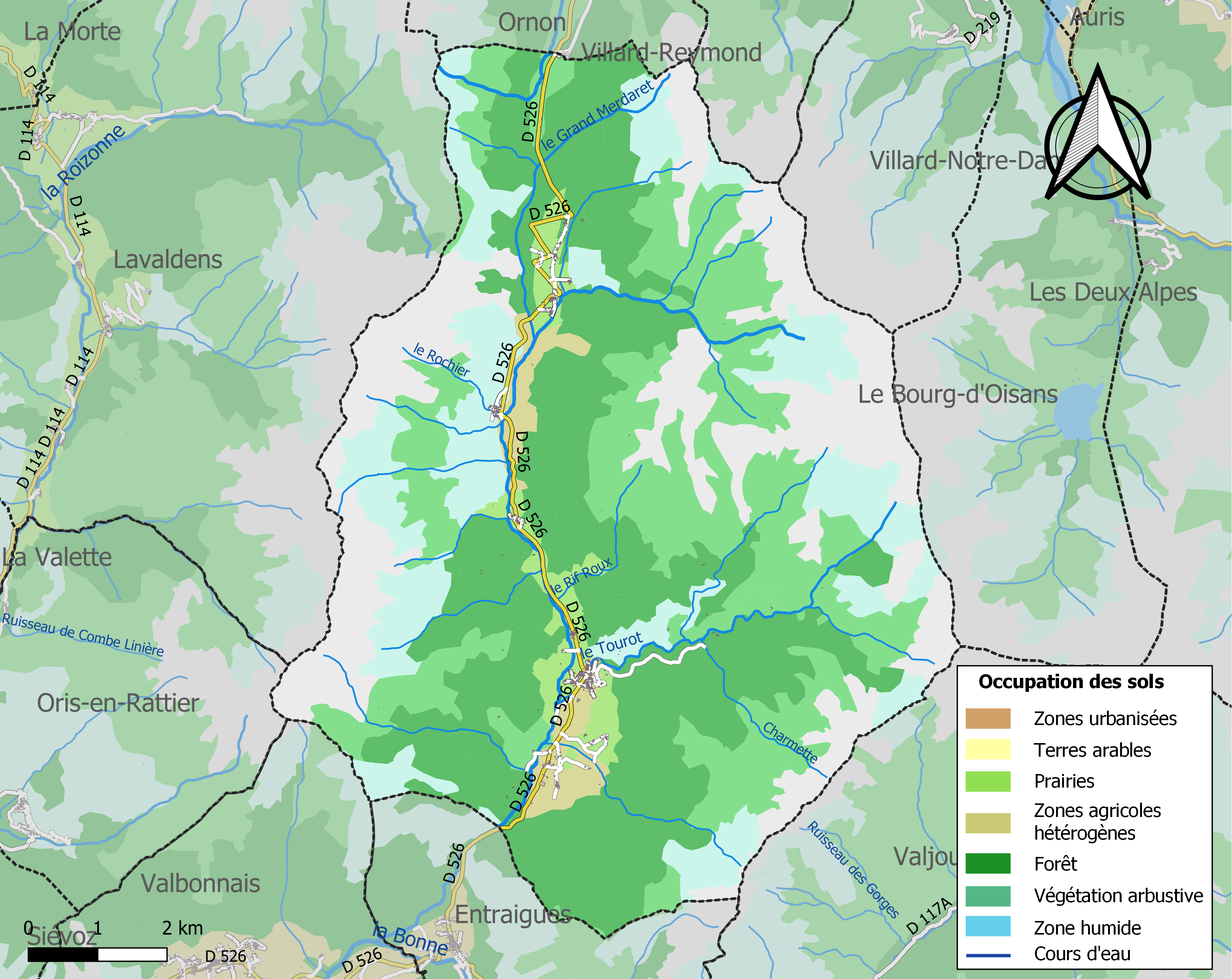
Kaart van de gemeente met de belangrijkste infrastructuur, bodemgebruik en omliggende gemeenten